# 石川憲一
石川 憲一（いしかわ けんいち、1943年 - ）は、日本の工学者。金沢工業大学第5代学長・顧問・教授。工学博士（大阪大学）。専門は精密工学、振動応用、技術者教育。精密工学会フェロー・名誉会員、日本工学教育協会名誉会員、砥粒加工学会名誉会員。

## 略歴・人物
静岡県生まれ。静岡県立富士高等学校を経て、金沢大学工学部精密工学科卒業・大学院工学研究科修士課程修了。同大助手を経て、1970年金沢工業大学専任講師に就任。1973年助教授、1977年教授、1984年～1989年機械工学科主任、1990年～1993年教務部長、1993年副学長を歴任した後、前学長の推薦により1994年金沢工業大学第5代学長に就任。就任当時は「最年少学長」と呼ばれた。その後22年間にわたって金沢工業大学を学生を主役とした「教育付加価値日本一」の大学にすることを目指して、「学力×人間力＝総合力」を身につけた「自ら考え行動する技術者」の育成を掲げ、数々の教育改革を実施する。2016年名誉学長・教授、2018年顧問、2025年名誉教授。趣味は読書、日本刀の科学的研究、スポーツ観戦。

## 著書
- 「振動応用工学」、「日本刀の科学」、「振動応用技術（共著）」、「硬脆材料の高能率・高精度スライシング加工（編著）」、「セラミックスの機械加工（共著）」、「図解 砥粒加工技術のすべて（共著）」、「KIT教育改革の軌跡～激動八千日～（監修）」ほか

## 受賞歴
- 工作機械技術振興財団・工作機械技術振興賞（奨励賞）、精密測定技術振興財団「高城賞」、先端加工学会 論文賞、砥粒加工学会 論文賞、砥粒加工学会 熊谷賞、精密工学会 北陸信越支部技術賞、日本設計工学会 北陸支部功労賞、日本設計工学会 設計の礎賞、日本工学教育協会 論説・論文賞、日本工学教育協会 工学教育賞(功績部門)ほか

## 学協会等における活動
- 先端加工学会会長、精密工学会北陸信越支部長、日本設計工学会北陸支部長、砥粒加工学会評議員・顧問、日本工学教育協会副会長、日本工学教育協会理事・事業企画委員長、北陸信越工学教育協会会長、日本学術会議連携会員、大学基準協会理事、日本工学アカデミー理事、日本刀文化振興協会評議員・顧問ほか歴任